# Diez golpes de Stalin

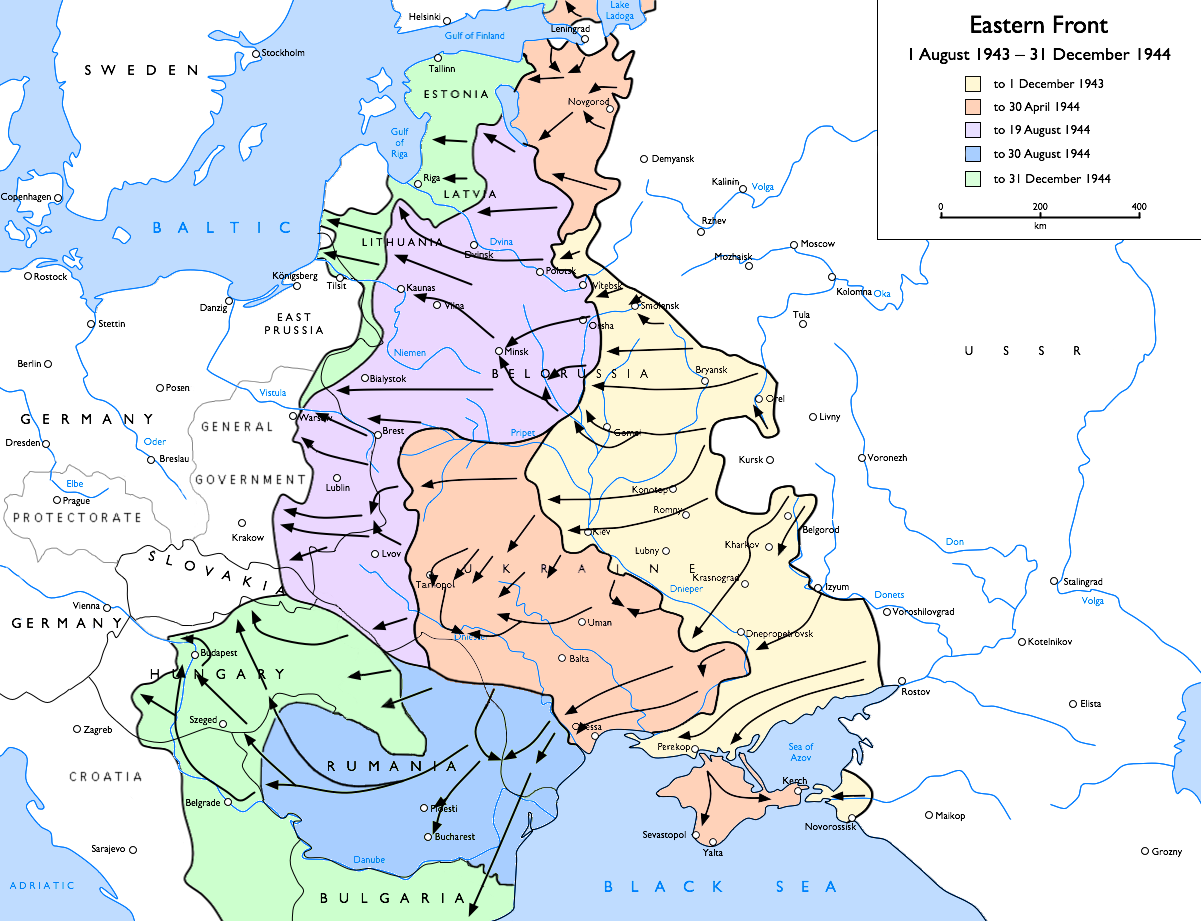
Avances soviéticos, de entre mediados de 1943 a finales de 1944.
Avances realizados durante las ofensivas de Leningrado-Nóvgorod, Odesa, Dniéper-Cárpatos y Crimea.
Avances realizados durante las ofensivas de Lvov-Sandomierz y Bagratión.
Avances realizados durante la Ofensiva de Jassy-Kishinev.
Avances realizados durante las ofensivas del Báltico y Víborg-Petrozavodsk.

Los diez golpes de Stalin, en la historiografía soviética, fueron las diez ofensivas estratégicas exitosas realizadas por el Ejército Rojo en 1944 durante la Segunda Guerra Mundial. Las ofensivas soviéticas expulsaron a las fuerzas del Eje del territorio soviético y precipitaron el colapso de la Alemania nazi.

## Historia de la expresión
El término se escuchó por primera vez, en noviembre de 1944, de Iósif Stalin en su discurso «27.º aniversario de la Gran Revolución Socialista de Octubre» (en ruso: «27-я годовщина Великой Октябрьской социалистической революции») durante la reunión de comisarios soviéticos en Moscú. El término fue acuñado como reflejo del «culto a la personalidad» que prevalecía en la Unión Soviética en ese momento. Inicialmente, esta serie de operaciones no estaba unificada bajo un nombre común, ya que no reflejaba una planificación estratégica específica del Stavka, y en ocasiones había sido llamado el «Año de las doce victorias», en base a la orden emitida por Stalin al día siguiente, autorizando el disparo de salvas de artillería con 24 cañones en doce ciudades de la Unión Soviética: Moscú, Leningrado, Kiev, Minsk, Petrozavodsk, Tallin, Riga, Vilna, Kishinov, Tiflis, Sebastopol y Leópolis.

## Antecedentes
Después del colapso del 6.º Ejército alemán en Stalingrado, las contraofensivas soviéticas y la batalla de Kursk; a finales de 1943, se hizo evidente que el sentido de la guerra se estaba volviendo en contra de Alemania. Las fuerzas soviéticas, a lo largo del frente, se acercaban a la frontera anterior a la guerra. En parte debido a la Directiva del Führer N.º 51, que canalizó todos los hombres y materiales nuevos al Frente Occidental, para hacer frente a la esperada invasión aliada, emitida el 3 de noviembre de 1943, las fuerzas del Eje a lo largo del Frente Oriental estaban gravemente mal equipadas en comparación con sus oponentes soviéticos, los refuerzos eran escasos y las reservas se agotaron. Aunque Hitler en esta directiva dio a entender que podría estar dispuesto a permitir retiros, intercambiando espacio por tiempo, esto resultó ser falso. Esto, combinado con la insistencia de Hitler en mantener el territorio capturado a toda costa, hizo que las victorias soviéticas en 1944 fueran casi inevitables.
|                      | Soviética | Eje       |
| -------------------- | --------- | --------- |
| Efectivos            | 6 500 000 | 4 300 000 |
| Tanques              | 5600      | 2300      |
| Piezas de artillería | 90 000    | 54 000    |
| Aviación             | 8,800     | 3000      |

## Los diez golpes
1. La ofensiva de Leningrado-Nóvgorod (14 de enero-1 de marzo de 1944) esta, la segunda cronológicamente de las ofensivas, levantó por completo el sitio de Leningrado, que había comenzado el 8 de septiembre de 1941. Aunque inicialmente los alemanes resistieron ferozmente, después de haber tenido años para preparar anillos defensivos que incluían fortines y campos de minas alrededor de Leningrado, una vez que los soviéticos rompieron las defensas alemanas, las fuerzas soviéticas llegaron fácilmente a la frontera de Estonia. En el discurso de Stalin la denominó el «Levantamiento del Bloqueo de Leningrado». Fue conducido por el Frente de Leningrado y el Frente del Vóljov.
2. La ofensiva del Dniéper-Cárpatos (24 de diciembre de 1943-17 de abril de 1944): Esta ofensiva se lanzó en la víspera de Navidad de 1943, la primera cronológicamente de las ofensivas de 1944, pero la segunda mencionada en el discurso de Stalin. Se trataba de la expulsión de las fuerzas del Eje de la práctica totalidad de Ucrania. También resultó en el aislamiento de Crimea controlada por los alemanes. Se la denominó la «Liberación del Margen Derecho de Ucrania» en el discurso de Stalin e involucró al 1.º, 2.º, 3.º y 4.º Frente Ucraniano; y al 1.º y 2.º Frente Bielorruso.
3. La ofensiva de Odesa (26 de marzo-14 de abril de 1944) que inició el tercer golpe, y la Ofensiva de Crimea (8 de abril-12 de mayo de 1944) que lo completó: Aunque militarmente la Ofensiva de Odesa se incluyó en la Ofensiva Dniéper-Cárpatos, Stalin la agrupó con la Ofensiva de Crimea en su discurso. Esta ofensiva limpió Crimea de las fuerzas alemanas y rumanas y recuperó Sebastopol. Adolf Hitler se había negado a permitir la evacuación de las fuerzas del Eje, creyendo que la retención de Crimea era vital para mantener la neutralidad turca. El Ejército Rojo atacó desde el istmo de Perekop y rápidamente hizo retroceder a las fuerzas alemanas y rumanas a Sebastopol, que se rindieron el 9 de mayo. Aunque Hitler finalmente había dado permiso para la evacuación, la mayoría de los soldados no pudieron escapar a tiempo, se rindieron y fueron al cautiverio. Debido a las grandes bajas sufridas por las fuerzas rumanas, esta batalla fue un factor importante en la rendición rumana más tarde en 1944. Stalin lo denominó la «Liberación de Odesa y Crimea» en su discurso. Fue llevada a a cabo por el 4.º Frente Ucraniano.
4. La ofensiva de Víborg-Petrozavodsk (9 de junio-9 de agosto de 1944): Dirigida contra las fuerzas finlandesas al norte de Leningrado, su objetivo estratégico era sacar a Finlandia de la guerra destruyendo las fuerzas finlandesas en el istmo de Carelia y avanzando hacia el río Kymi, donde las fuerzas soviéticas se prepararían para un avance profundo en Finlandia. Fue llevado a cabo por el Frente de Leningrado y el Frente de Carelia. Las fuerzas soviéticas lograron expulsar a las tropas finlandesas del territorio que habían ganado en 1941, pero el avance soviético se detuvo tras la Batalla de Tali-Ihantala. Más al norte, las victorias finlandesas en las batallas de Vuosalmi e Ilomantsi detuvieron los intentos soviéticos adicionales de romper las líneas finlandesas. La destrucción por parte de los soviéticos de las fuerzas finlandesas y el avance hacia el río Kymi no se completó. Si bien el Ejército Rojo no logró todos sus objetivos, la ofensiva llevó a Finlandia a aceptar los términos de paz soviéticos. El 19 de septiembre de 1944 se firmó el Armisticio de Moscú, que puso fin a la Guerra de Continuación. Stalin denominó a la operación «la Liberación de la República Soviética Carelo-Finesa».
5. La operación Bagratión (23 de junio-31 de agosto de 1944) comenzó exactamente tres años después de la invasión alemana de la Unión Soviética y recibió su nombre en honor de Piotr Bagratión, un príncipe georgiano que luchó por el Imperio ruso durante las Guerras napoleónicas. La operación expulsó a las últimas fuerzas alemanas restantes del territorio soviético, recuperando Bielorrusia. Infligió bajas extremadamente numerosas al Grupo de Ejércitos Centro alemán, hasta el punto de que a la ofensiva también se la conoce como «La Destrucción del Grupo de Ejércitos Centro» y fue sin duda una de las peores derrotas de Alemania en la guerra. Las fuerzas soviéticas avanzaron más allá de la línea Bobruisk-Mogilev-Vítebsk y casi llegaron a Varsovia antes de detenerse. Casi treinta divisiones alemanas fueron rodeadas cerca de Minsk y se alcanzó la frontera de Prusia Oriental de antes de la guerra. Stalin llamó a la ofensiva «Operación Bielorrusa y la liberación de Lituania y partes significativas de la Polonia aliada, y el avance hacia las fronteras de Alemania». Fue llevada a cabo por el Primer Frente Báltico y los 1.º, 2. y 3. º frentes bielorrusos.
6. La ofensiva Leópolis-Sandomierz (13 de julio-29 de agosto de 1944) esta ofensiva al sur y concurrente con la Operación Bagration avanzó a través de Polonia y pasó el Río Bug. Aunque al principio progresó poco, finalmente tuvo éxito y capturó las localidades de Brody, Lvov y Sandomierz. También conocida como la «Liberación del oeste de Ucrania y cruce del Vístula», fue llevada a cabo por el Primer Frente Ucraniano, y, junto con la Operación Bagration, destruyó casi por completo el Grupo de Ejércitos Centro alemán.
7. La Segunda Ofensiva de Jassy-Kishinev (20-29 de agosto de 1944) y la posterior ofensiva de Bucarest-Arad (agosto-octubre de 1944). Esta ofensiva y sus secuelas se llevaron a cabo principalmente en los Balcanes, y estaban dirigidas contra las formaciones alemanas y rumanas del Grupo de Ejércitos Ucrania Sur. Unas quince o dieciséis divisiones alemanas y varias divisiones rumanas  fueron rodeadas durante el avance soviético. Estas operaciones provocaron directamente la capitulación de Rumanía y Bulgaria. Diezmó las formaciones del Grupo de Ejércitos Ucrania Sur y las fuerzas soviéticas avanzaron profundamente hacia Rumanía. En su discurso, Stalin se refirió a esta ofensiva como «la salida forzosa de la guerra de Rumanía y Bulgaria, el avance hacia las fronteras de Hungría y la posibilidad de ofrecer ayuda a la aliada Yugoslavia».
8. La ofensiva del Báltico (14 de septiembre-24 de noviembre de 1944) Al recuperar los estados bálticos, incluida la mayor parte de Letonia y Estonia, esta ofensiva aisló a las tropas alemanas en la Bolsa de Curlandia, donde treinta divisiones del Grupo de Ejércitos Norte quedaron aisladas del Grupo de Ejércitos Centro hasta el final de la guerra en Europa. En su discurso, Stalin llamó a esta ofensiva la «liberación de Estonia y Letonia, el cerco de los alemanes en Curlandia y la salida forzada de Finlandia de la guerra». El Frente de Leningrado y los 1.º, 2.º y 3.º frentes bálticos llevaron a cabo este ataque.
9. La ofensiva de los Cárpatos Orientales (8 de septiembre–28 de octubre de 1944), la ofensiva de Budapest (29 de octubre de 1944-13 de febrero de 1945) y la ofensiva de Belgrado (14 de septiembre de 1944-24 de noviembre de 1944). Éstas, la última de las ofensivas de 1944, dieron como resultado la captura de Budapest el 13 de febrero de 1945. La capital de Hungría fue rodeada por fuerzas soviéticas el 26 de diciembre de 1944 y capturada después de semanas de brutales combates callejeros. Las tres ofensivas fueron consideradas y planificadas como un único avance estratégico continuo que también estuvo imbuido de una gran importancia política debido a la participación de las fuerzas comunistas yugoslavas en su fase final de la operación. Stalin lo llamó el «cruce de los Cárpatos, la liberación de Belgrado y el ofrecimiento de ayuda directa a Checoslovaquia, la destrucción del grupo de fuerzas del Eje en Budapest y la liberación de Belgrado». Las ofensivas estuvieron a cargo de los 1.º, 2.º, 3.º y 4.º frentes ucranianos.
10. La operación Petsamo-Kirkenes (7-29 de octubre de 1944) esta es la primera y única operación militar ártica a gran escala que comenzó después de que las fuerzas alemanas no evacuaran el territorio finlandés antes del 15 de septiembre, como dictaban los términos del Armisticio de Moscú. La ofensiva consistió básicamente en que las fuerzas soviéticas persiguieron a los alemanes en retirada hacia Noruega y fue un gran éxito para la Unión Soviética. Condujo a la ocupación de las minas de níquel en Péchenga, que habían estado produciendo metal vital para el esfuerzo bélico alemán. Stalin lo llamó la «eliminación de la amenaza de las fuerzas alemanas al puerto marítimo soviético de Múrmansk, en el norte, y la entrada a Noruega». Fue dirigido principalmente por el Frente de Carelia, con la ayuda de la Flota del Norte.